# Invariante sectie
Een Invariante sectie is een begrip dat onder andere gebruikt wordt in de GFDL om aan te geven dat een sectie (hoofdstuk, paragraaf of artikel) in een onder GFDL vrijgegeven document ongewijzigd moet blijven na kopiëren. In de uiteindelijke licentietekst moet in dat geval een lijst van invariante secties worden opgenomen.